# Massay
Massay település Franciaországban, Cher megyében. Lakosainak száma 1347 fő (2022. január 1.). Massay Chéry, Dampierre-en-Graçay, Lury-sur-Arnon, Méreau, Nohant-en-Graçay, Saint-Georges-sur-la-Prée, Saint-Hilaire-de-Court és Saint-Pierre-de-Jards községekkel határos.

## Népesség
A település népességének változása:
| Lakosok száma | 1324 | 1339 | 1354 | 1406 | 1420 | 1404 | 1390 | 1365 | 1353 | 1347 |
|               | 1968 | 1982 | 1990 | 2006 | 2013 | 2015 | 2017 | 2019 | 2020 | 2022 |